# Lamprosema foviferalis
Lamprosema foviferalis là một loài bướm đêm trong họ Crambidae.